# Stockholm Open 2022
Lo Stockholm Open 2022 è stato un torneo di tennis giocato su campi in cemento al coperto. È stata la 53ª edizione dello Stockholm Open facente parte della categoria ATP Tour 250 nell'ambito dell'ATP Tour 2022. Gli incontri si sono svolti al Kungliga tennishallen di Stoccolma, in Svezia, dal 17 al 23 ottobre 2022.

## Partecipanti

### Teste di serie
| Nazionalità | Giocatore          | Ranking* | Testa di serie |
| ----------- | ------------------ | -------- | -------------- |
| Grecia      | Stefanos Tsitsipas | 6        | 1              |
| Regno Unito | Cameron Norrie     | 10       | 2              |
| Stati Uniti | Frances Tiafoe     | 17       | 3              |
| Canada      | Denis Shapovalov   | 20       | 4              |
| Australia   | Alex de Minaur     | 23       | 5              |
| Bulgaria    | Grigor Dimitrov    | 24       | 6              |
| Danimarca   | Holger Rune        | 27       | 7              |
| Stati Uniti | Tommy Paul         | 30       | 8              |

* Ranking al 10 ottobre 2022.

### Altri partecipanti
I seguenti giocatori hanno ricevuto una wildcard per il tabellone principale:
- Stefanos Tsitsipas
- Elias Ymer
- Leo Borg

Il seguente giocatore è entrato in tabellone come special exempt:
- Mikael Ymer

I seguenti giocatori sono passati dalle qualificazioni:

- Aleksandr Ševčenko
- Jason Kubler
- Antoine Bellier
- Lukáš Rosol

### Ritiri
Prima del torneo
- Nikoloz Basilašvili → sostituito da  Jeffrey John Wolf
- Taylor Fritz → sostituito da  Cristian Garín

## Partecipanti al doppio

### Teste di serie
| Nazionalità | Giocatore         | Nazionalità   | Giocatore         | Ranking* | Testa di serie |
| ----------- | ----------------- | ------------- | ----------------- | -------- | -------------- |
| El Salvador | Marcelo Arévalo   | Paesi Bassi   | Jean-Julien Rojer | 11       | 1              |
| Germania    | Tim Pütz          | Nuova Zelanda | Michael Venus     | 18       | 2              |
| Regno Unito | Lloyd Glasspool   | Finlandia     | Harri Heliövaara  | 36       | 3              |
| Messico     | Santiago González | Argentina     | Andrés Molteni    | 74       | 4              |

* Ranking aggiornato al 10 ottobre 2022.

### Altri partecipanti
Le seguenti coppie di giocatori hanno ricevuto una wild card per il tabellone principale:
- Filip Bergevi /  Petros Tsitsipas
- Leo Borg /  Simon Freund

La seguente coppia di giocatori è entrata in tabellone usando il ranking protetto:
- Łukasz Kubot /  Philipp Oswald

La seguente coppia di giocatori è entrata in tabellone come alternate:
- Pavel Kotov /  Aleksandr Ševčenko

### Ritiri
Prima del torneo
- William Blumberg /  Tommy Paul → sostituiti da  Cameron Norrie /  Tommy Paul
- Jonathan Eysseric /  Constant Lestienne → sostituiti da  Jonathan Eysseric /  Quentin Halys
- André Göransson /  Ben McLachlan → sostituiti da  Ben McLachlan /  John-Patrick Smith
- Nikola Mektić /  Mate Pavić → sostituiti da  Roman Jebavý /  Adam Pavlásek
- Tim Pütz /  Michael Venus → sostituiti da  Pavel Kotov /  Aleksandr Ševčenko
- Rajeev Ram /  Joe Salisbury → sostituiti da  Robert Galloway /  Hans Hach Verdugo

## Campioni

### Singolare
Holger Rune ha sconfitto in finale  Stefanos Tsitsipas con il punteggio di 6-4, 6-4.
• È il secondo titolo in carriera e in stagione per Rune.

### Doppio
Marcelo Arévalo /  Jean-Julien Rojer hanno sconfitto in finale  Lloyd Glasspool /  Harri Heliövaara con il punteggio di 6-3, 6-3.